# لوروا شامبيرس
لوروا شامبيرس (بالإنجليزية: Leroy Chambers)‏ (25 أكتوبر 1972 بشفيلد في المملكة المتحدة - ) هو لاعب كرة قدم بريطاني في مركز الهجوم. لعب مع شيفيلد وينزداي وماكليسفيلد تاون ونادي تشستر سيتي ونادي كيترينغ تاون وBuxton F.C. ‏ وفريكلي أثلتيك ‏ وماتلوك تاون ‏ وBelper Town F.C. ‏ وHucknall Town F.C. ‏ ونادي ألترينتشام وDroylsden F.C. ‏ ونادي بوسطن يونايتد ونادي برادفورد بارك أفنيو.

## وصلات خارجية
- لوروا شامبيرس على موقع Soccerbase.com (لاعب) (الإنجليزية)